# Heerespersonalamt
Het Heerespersonalamt (HPA) was een militaire organisatie van de Reichswehr en de Wehrmacht. Vanaf 1935 werd het Heerespersonalamt samen met vier andere Ämtern (ambten) tot het Oberkommando des Heeres gevormd. Het Heerespersonalamt was verantwoordelijk voor de personeelsaangelegenheden.

## Geschiedenis
Vanaf 1807 besliste het koninklijk Pruisisch militair kabinet hoe de officieren geselecteerd, benoemd of bevorderd werden. De chef van het militaire kabinet leidde deze organisatie.
In 1920 ontstond uit deze organisatie het nieuwe Heerespersonalamt (HPA). Het Heerespersonalamt behandelde alle personele aangelegenheden van de officieren en van de kandidaat-officieren van de Reichsheer in de Reichswehr, en later van de Wehrmacht. Een uitzondering hierop waren de Generale Stafofficieren; over hun training, inzet en bevorderingen besliste de centrale afdeling van de Generale Staf van de Heer. Vanaf 1935 was er een toename van rekrutering van officieren, vooral tijdens de Tweede Wereldoorlog, en met de uitbreiding van nieuwe taken. Tussen 1932 en 1939 alleen al groeide het officierskorps 28-voudig tot 89.087. Het Heerespersonalamt probeerde daarom het tekort aan officieren met behulp van hulpkrachten tegen te gaan, zoals het bevorderen van actieve onderofficieren of het instellen van reserveofficieren, maar dat kon het totale probleem niet oplossen.
De uitbreiding van taken leidde tot verschillende organisatorische veranderingen. Het Heerespersonalamt had verschillende Abteilung (afdelingen):
- Abteilung P 1: (Planning en personeelsbeleid van de officieren)
- Abteilung P 2: (Disciplinaire zaken van de officieren)
- Abteilung P 3: (Bezettingsgraad van de Generale Stafofficier; vanaf 1935 werd deze taak overgedragen aan de centrale afdeling van de Generale Staf van de Heer)
- Abteilung P 4: (Personeelsbeleid van de officieren in de speciale loopbanen; werd in 1 april 1939 in P 3 hernoemd)

Op 2 oktober 1942 werd de Generalmajor en „Chefadjutant der Wehrmacht beim Führer“ Rudolf Schmundt de nieuwe chef van het Heerespersonalamt. Daarmee was voor het eerst sinds 1918 dat de persoonlijke unie van chefadjudant en de chef van het Heerespersonalamt ingericht werden. Na de dood van Schmudt als gevolg van de ernstige verwondingen opgelopen tijdens het complot van 20 juli 1944, nam Generalleutnant Wilhelm Burgdorf als  plaatsvervanger het Heerespersonalamt over. Tegelijk nam Burgdorf ook de taken als „Chefadjutant der Wehrmacht beim Führer“ waar.
De bestanden van het Heerespersonalamtes bevinden zich, voor zover ze nog bewaard zijn, in het Bundesarchiv-Militärarchiv in Freiburg im Breisgau.

## Stafchefs van het Heerespersonalamt
| Nr. | Afbeelding | Stafchefs van het Heerespersonalamt                         | Aangetreden                    | Einde termijn   | Duur termijn      |
| --- | ---------- | ----------------------------------------------------------- | ------------------------------ | --------------- | ----------------- |
| 1   |            | Generalleutnant Johann von Braun (1867–1938)                | 7 december 1918/ December 1919 | 1 april 1922    | 3 jaar, 115 dagen |
| 2   |            | Generalleutnant Wilhelm Heye (1869–1947)                    | 1 april 1922                   | 1 oktober 1923  | 1 jaar, 183 dagen |
| 3   |            | Generalmajor Hermann Reinicke (1870–1945)                   | 1 oktober 1923                 | 1 februari 1927 | 3 jaar, 123 dagen |
| 4   |            | Oberst Joachim von Stülpnagel (1880–1968)                   | 1 februari 1927                | 1 oktober 1929  | 2 jaar, 242 dagen |
| 5   |            | Oberst Günther von Hammerstein-Equord (1877–1965)           | 1 oktober 1929                 | 1 november 1930 | 1 jaar, 31 dagen  |
| 6   |            | Generalleutnant Erich von dem Bussche-Ippenburg (1878–1957) | 1 november 1930                | 1 oktober 1933  | 2 jaar, 334 dagen |
| 7   |            | Oberst Viktor von Schwedler (1885–1954)                     | 1 oktober 1933                 | 4 februari 1938 | 4 jaar, 126 dagen |
| 8   |            | Generalmajor Bodewin Keitel (1888–1953)                     | 4 februari 1938                | 1 oktober 1942  | 4 jaar, 239 dagen |
| 9   |            | Generalmajor Rudolf Schmundt (1896–1944)                    | 1 oktober 1942                 | 1 oktober 1944  | 2 jaar            |
| 10  |            | Generalleutnant Wilhelm Burgdorf (1895–1945)                | 1 oktober 1944                 | 2 mei 1945      | 202 dagen         |